# Pablo Santos (calciatore)
Pablo Renan dos Santos, meglio conosciuto come Pablo Santos (Tomé-Açu, 18 marzo 1992), è un calciatore brasiliano, difensore svincolato.

## Palmarès

### Club

#### Competizioni statali
- Campionato Paraense: 3

Paysandu: 2013, 2016, 2017

#### Competizioni regionali
- Copa Verde: 1

Paysandu: 2016

#### Competizioni nazionali
- Coppa di Lega portoghese: 1

Braga: 2019-2020